# Con đường có Mặt Trời
Con đường có Mặt Trời là một bộ phim điện ảnh Việt Nam năm 2021 về đề tài lực lượng vũ trang do Vũ Anh Nhất đạo diễn. Bộ phim do Vũ Minh Phương đảm nhiệm vai trò tổ chức sản xuất, dựa trên phần kịch bản do Đặng Thu Hà và Nguyễn Ngọc Quỳnh Chi chấp bút. Phim được hãng Điện ảnh Quân đội Nhân dân Việt Nam chịu trách nhiệm sản xuất, với sự tham gia diễn xuất của Doãn Hoàng, Anh Thư, Lê Khả Sinh và Quế Chi.
Con đường có Mặt Trời được công chiếu trong tháng 2 năm 2021, nhân dịp chào mừng Đại hội Đại biểu toàn quốc Đảng Cộng sản Việt Nam lần thứ 13, kỷ niệm 91 năm ngày thành lập Đảng Cộng sản Việt Nam và mừng Tết Nguyên Đán Tân Sửu 2021.

## Nội dung
Bộ phim kể về nhân vật chính Duy Nghĩa, một ca sĩ nổi tiếng có nghệ danh Andy. Vào thời điểm chuẩn bị diễn ra buổi trình diễn cá nhân thì Duy Nghĩa bị giăng bẫy vào một tai nạn ô tô không có thật, vì vậy mà anh chọn việc nhập ngũ để trốn tránh sự việc. Từ đây, bộ phim xoay quanh cuộc sống sinh hoạt trong môi trường quân đội của những thanh niên trẻ tuổi, những bài học về tình người, tình đồng chí và đồng đội mà Andy học được.

## Diễn viên
- Doãn Hoàng vai Duy Nghĩa (ca sĩ Andy)
- Anh Thư vai Thùy Nhân
- Lê Khả Sinh vai Trung đội trưởng Hùng
- Quế Chi vai Bà Vân
- Đức Thịnh vai Davis
- Hoàng Chúc vai Tùy Phong
- Anh Minh vai Thiên An
- Duy Hoàng vai Hải Trung

## Phát hành
Trong giai đoạn từ ngày 3 đến ngày 18 tháng 2 năm 2021, để chào mừng Đại hội Đại biểu toàn quốc Đảng Cộng sản Việt Nam lần thứ 13, kỷ niệm 91 năm ngày thành lập Đảng Cộng sản Việt Nam và mừng Tết Nguyên Đán Tân Sửu 2021, bốn bộ phim truyện điện ảnh đã được chọn ra để công chiếu miễn phí tại các tỉnh và thành phố trực thuộc Trung ương, một trong số đó là Con đường có Mặt Trời.

## Giải thưởng
| Năm  | Lễ trao giải                                      | Hạng mục                                        | Đối tượng đề cử | Kết quả   | Nguồn             |
| ---- | ------------------------------------------------- | ----------------------------------------------- | --------------- | --------- | ----------------- |
| 2021 | Liên hoan phim Việt Nam lần thứ 22                | Phim truyện điện ảnh                            | —               | Đề cử     | [ 5 ] [ 6 ] [ 7 ] |
| 2021 | Giải Cánh diều 2020                               | Phim truyện điện ảnh                            | —               | Bằng khen | [ 8 ]             |
| 2021 | Giải Cánh diều 2020                               | Nam diễn viên phụ xuất sắc                      | Lê Khải Sinh    | Đoạt giải | [ 9 ]             |
| 2021 | Hội nghị Tổng kết công tác sản xuất phim năm 2020 | Xử lý âm thanh cho phim đạt chất lượng tốt nhất | Đào Thị Hằng    | Đoạt giải | [ 10 ]            |
| 2021 | Hội nghị Tổng kết công tác sản xuất phim năm 2020 | Âm nhạc cho phim đạt chất lượng tốt nhất        | Trần Tùng       | Đoạt giải | [ 10 ]            |
| 2021 | Hội nghị Tổng kết công tác sản xuất phim năm 2020 | Dựng phim đạt chất lượng tốt nhất               | Phạm Quỳnh Anh  | Đoạt giải | [ 10 ]            |